# Urmă (algebră)
În algebra liniară, urma unei matrice pătrate A cu n linii și n coloane este suma elementelor de pe diagonala principală a matricii:
{\displaystyle \operatorname {tr} (A)=a_{11}+a_{22}+\dots +a_{nn}=\sum _{i=1}^{n}a_{ii}}
unde ann reprezintă elementul de pe linia n și de pe coloana n a matricii A. 
Urma unei matrici se notează {\displaystyle {tr}(A)} (tr este prescurtarea de la trace din engleză).